# Toftir

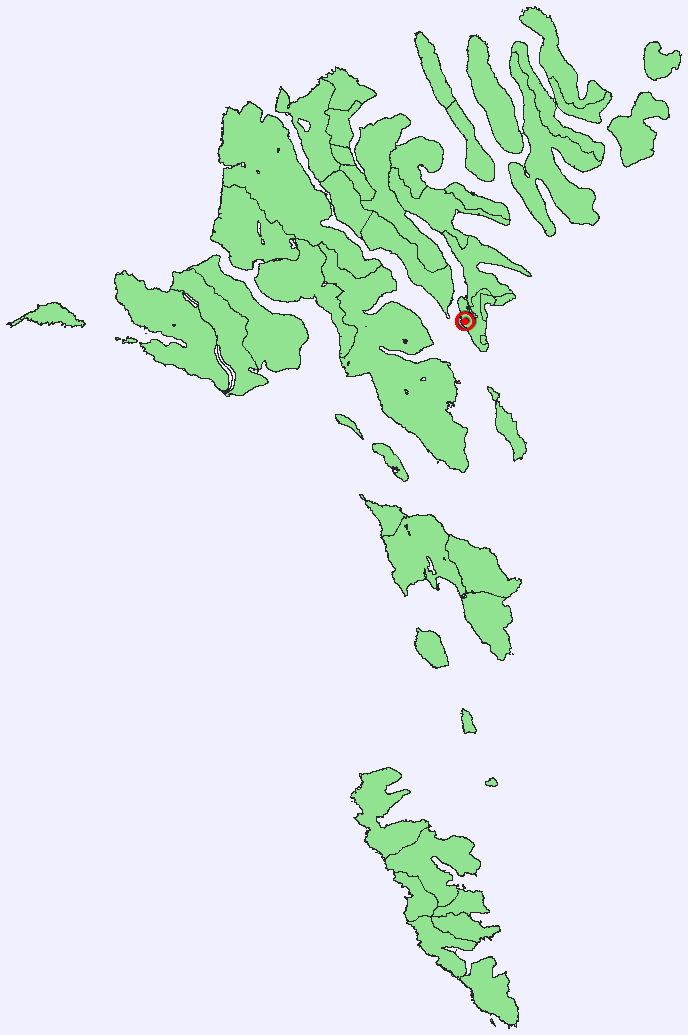
Lage von Toftir auf den Färöern.

Toftir ist ein Ort der Färöer am Skálafjørður auf der Insel Eysturoy.
- Einwohner: 821 (1. Januar 2007)
- Postleitzahl: FO-650
- Kommune: Nes kommuna
- Fußballverein: B68 Toftir (Tofta Ítróttarfelag)

Toftir ist ein bedeutender Fischereihafen auf den Färöern und gehört zu der 1967 gebildeten Samtgemeinde (Komuna) Nes.

## Sehenswürdigkeiten
Unter Fußballfans ist Toftir bekannt für das Fußballstadion Svangaskarð. Es ist neben Tórsvøllur in der Hauptstadt Tórshavn der einzige von der FIFA und UEFA zugelassene Austragungsort für Länderspiele der färöischen Elf auf heimischem Rasen. Das Stadion mit seinen 5000 Plätzen wurde 1991 kurzfristig gebaut, nachdem beim historischen Fußballländerspiel Färöer-Österreich 1990 klar wurde, dass die Färöer eine begeisterte Fußballnation sind. Für den Bau des Stadions wurde die Kuppe eines Berges weggesprengt, um Platz zu schaffen.
Eine andere Attraktion ist die moderne Fríðrikskirkjan (Friedrichskirche), die 1993–94 erbaut wurde. Sehenswert ist ebenfalls ein Denkmal zur Erinnerung an die auf See ums Leben gekommenen Seeleute, das 1981 von dem färöischen Bildhauer Fridtjof Joensen (1920–1988) errichtet wurde. Es zeigt eine Frau und ein Kind, die auf das Meer sehen. Vom Denkmal aus bietet sich ein schöner Blick auf den Skálafjörđur, den mit 13 km Länge längsten Fjord der Färöer.
Besuchenswert ist auch der in unmittelbarer Nähe Toftirs landschaftlich sehr reizvoll gelegene See Toftavatn, einer der größten färöischen Binnenseen, an dem man gut wandern und zahlreiche Vögel beobachten kann. Er liegt 17 m. ü. d. M. und nimmt eine Fläche von 0,5 km² ein.

## Verkehrsverbindungen und Infrastruktur
Die Fähre zur Hauptstadt Tórshavn wurde eingestellt. Von Toftir gibt es gute Busverbindungen zu den Dörfern auf Eysturoy, die 440 verkehrt von Selatrað – Strendur – Skála – Skálafjørður – Søldarfjørður – Runavík – Toftir. Seit Eröffnung des Eysturoyartunnilin im Dezember 2020 verkehrt die Buslinie 450 von Tórshavn über Runavík nach Toftir.
Zum Stadion gehören ein Hotel und eine Cafeteria. Eine weitere Cafeteria und mehrere Geschäfte befinden sich am Hafen.

## Persönlichkeiten
- Jóan Símun Edmundsson (* 1991), Fußballspieler
- Øssur Hansen (* 1971), Fußballspieler

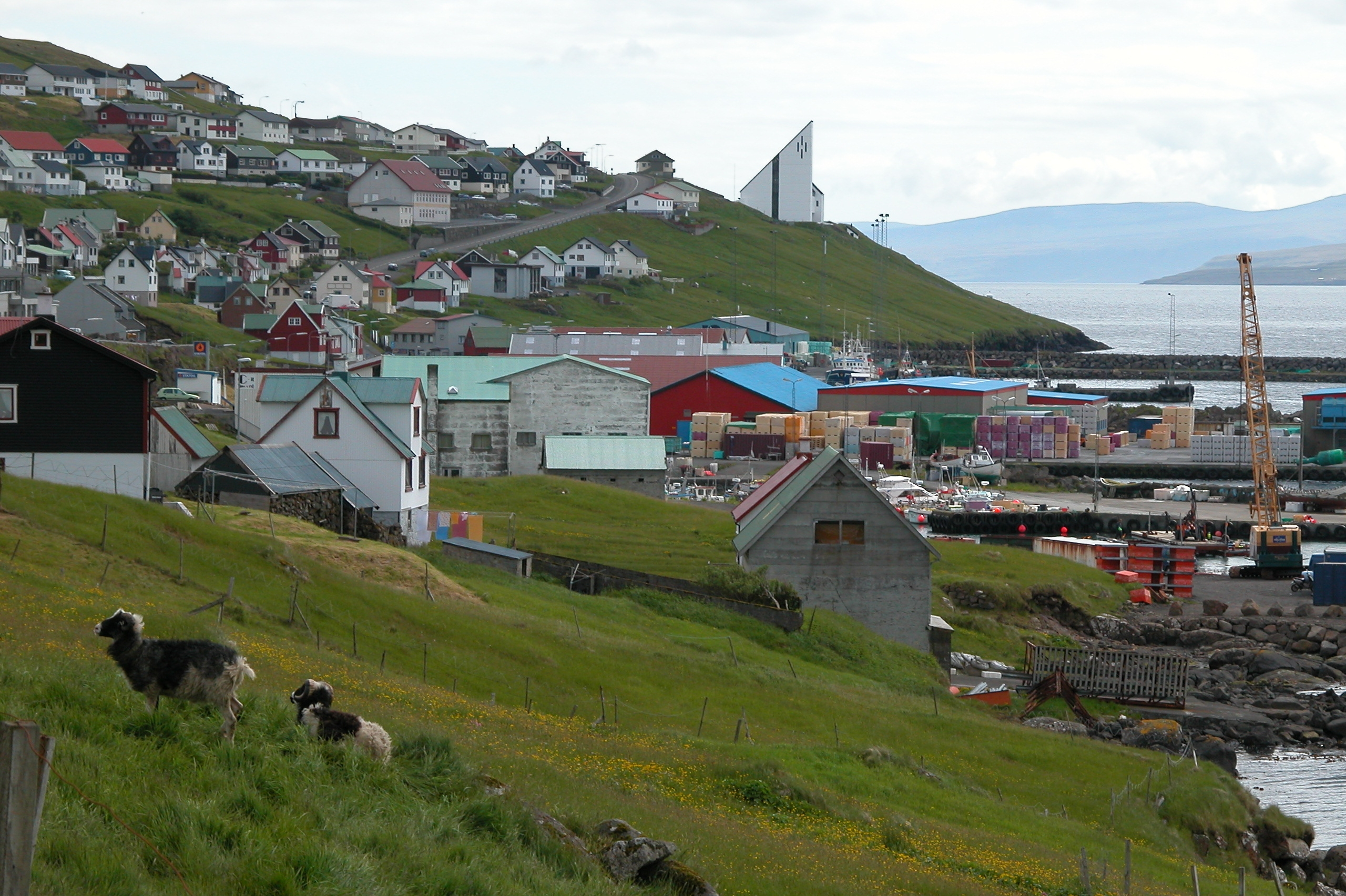
Gesamtansicht von Süden
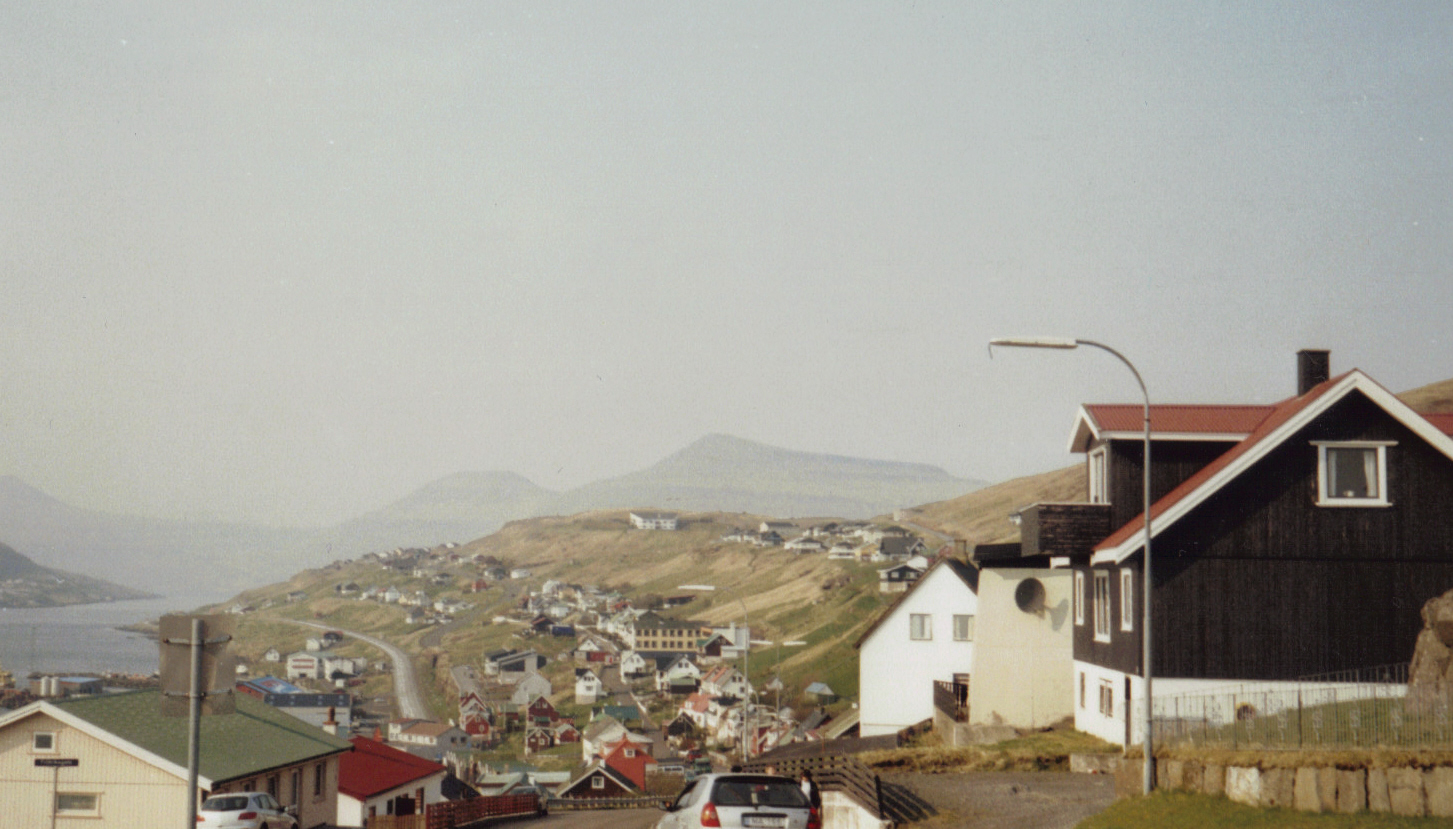
Gesamtansicht von Norden
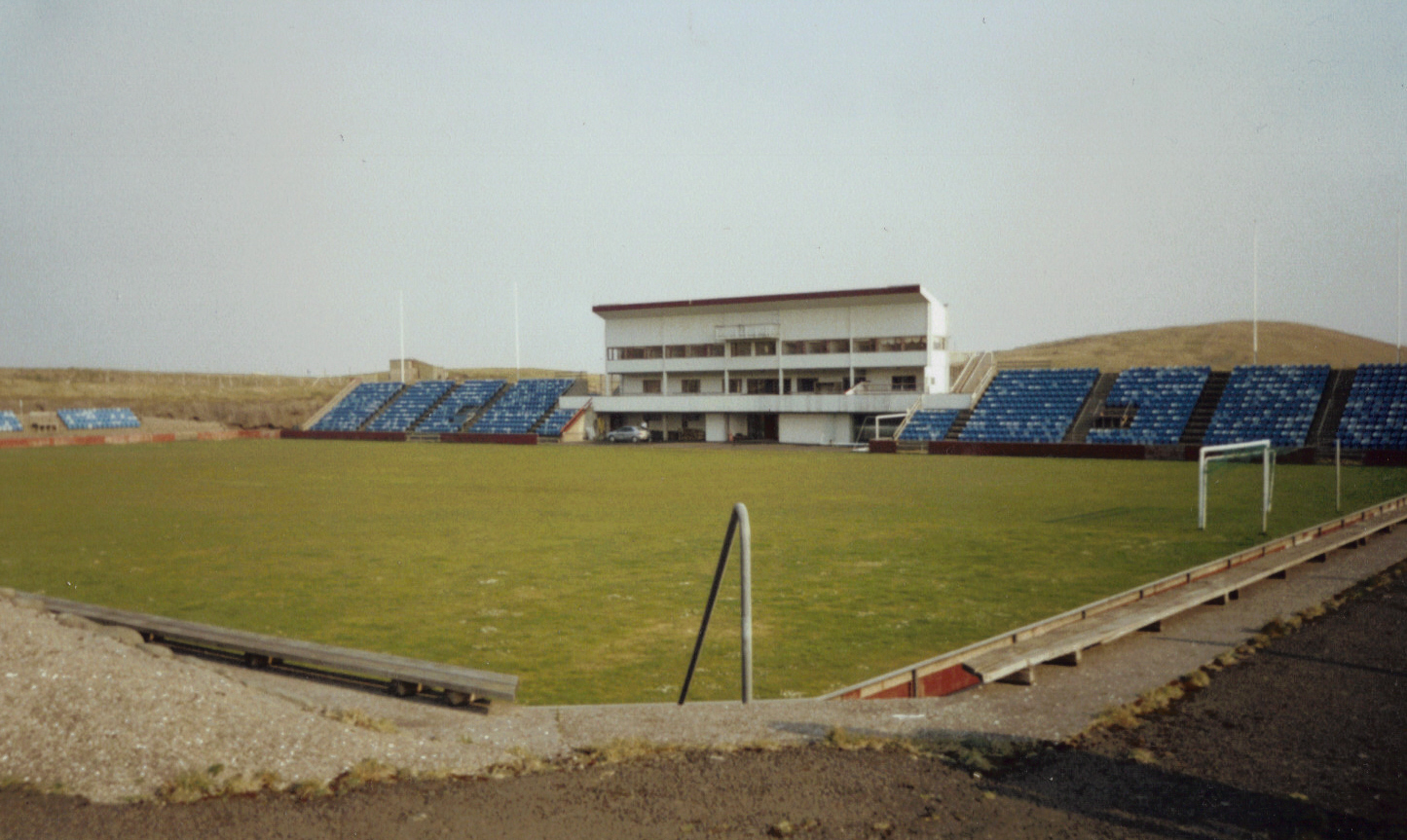
Stadion
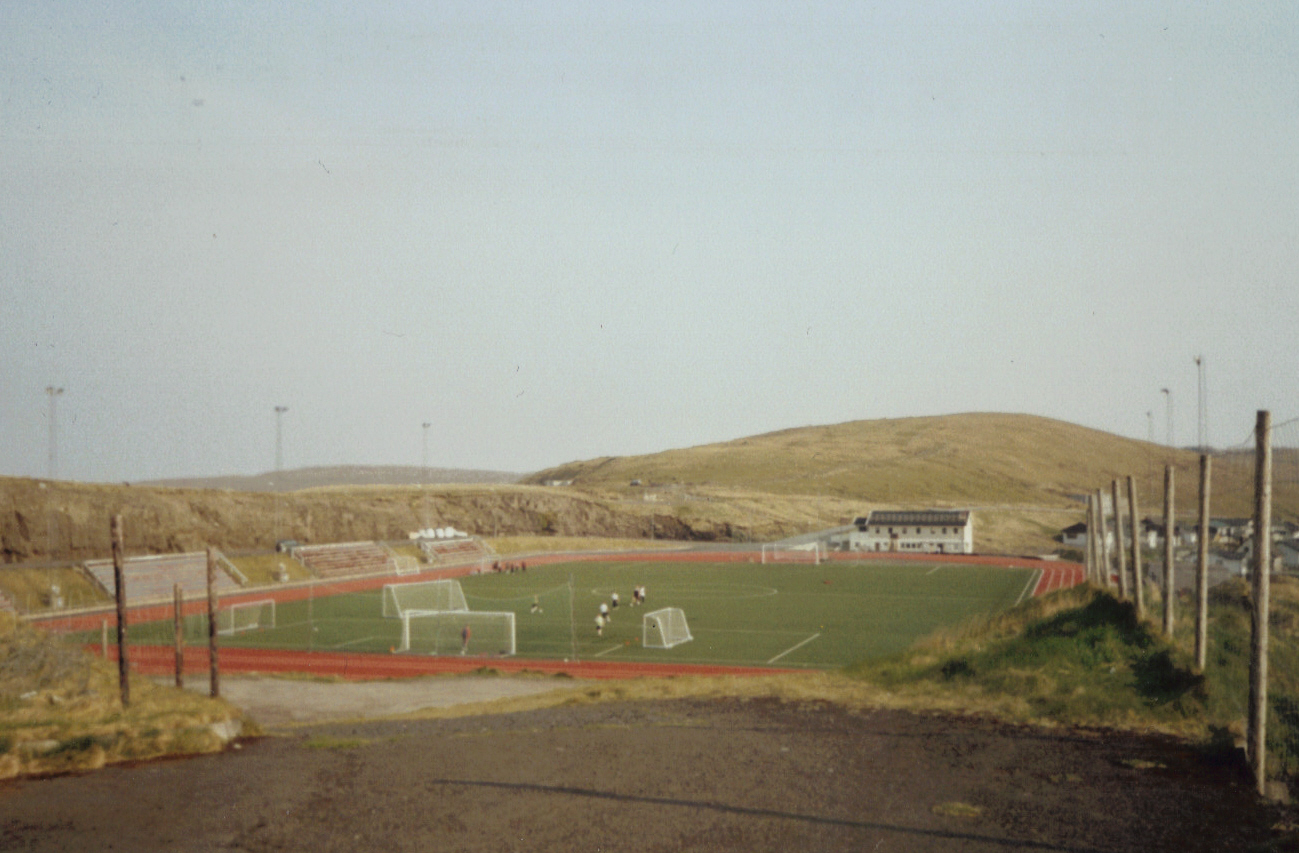
Stadion
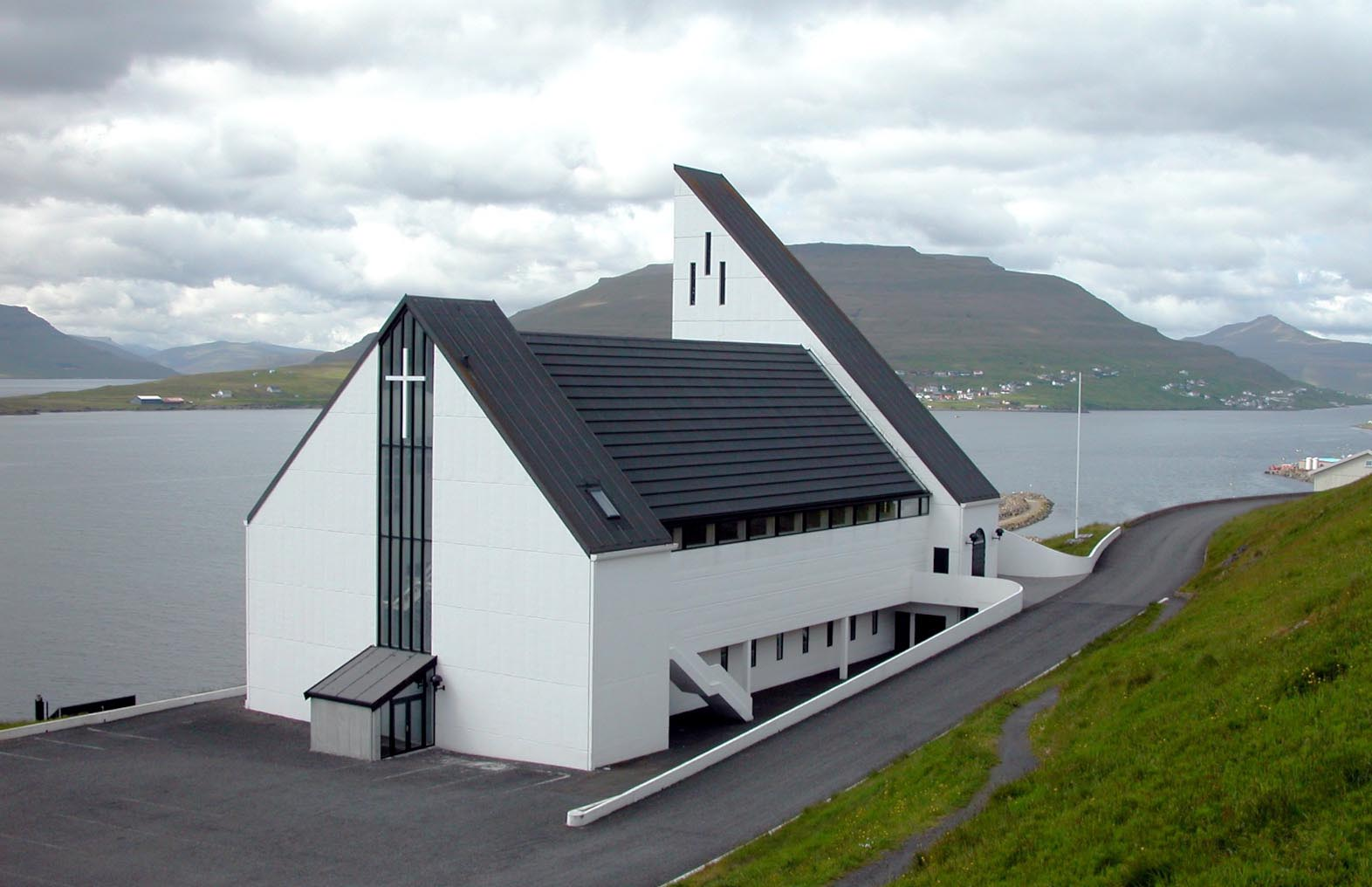
Kirche Fríđrikskirkjan
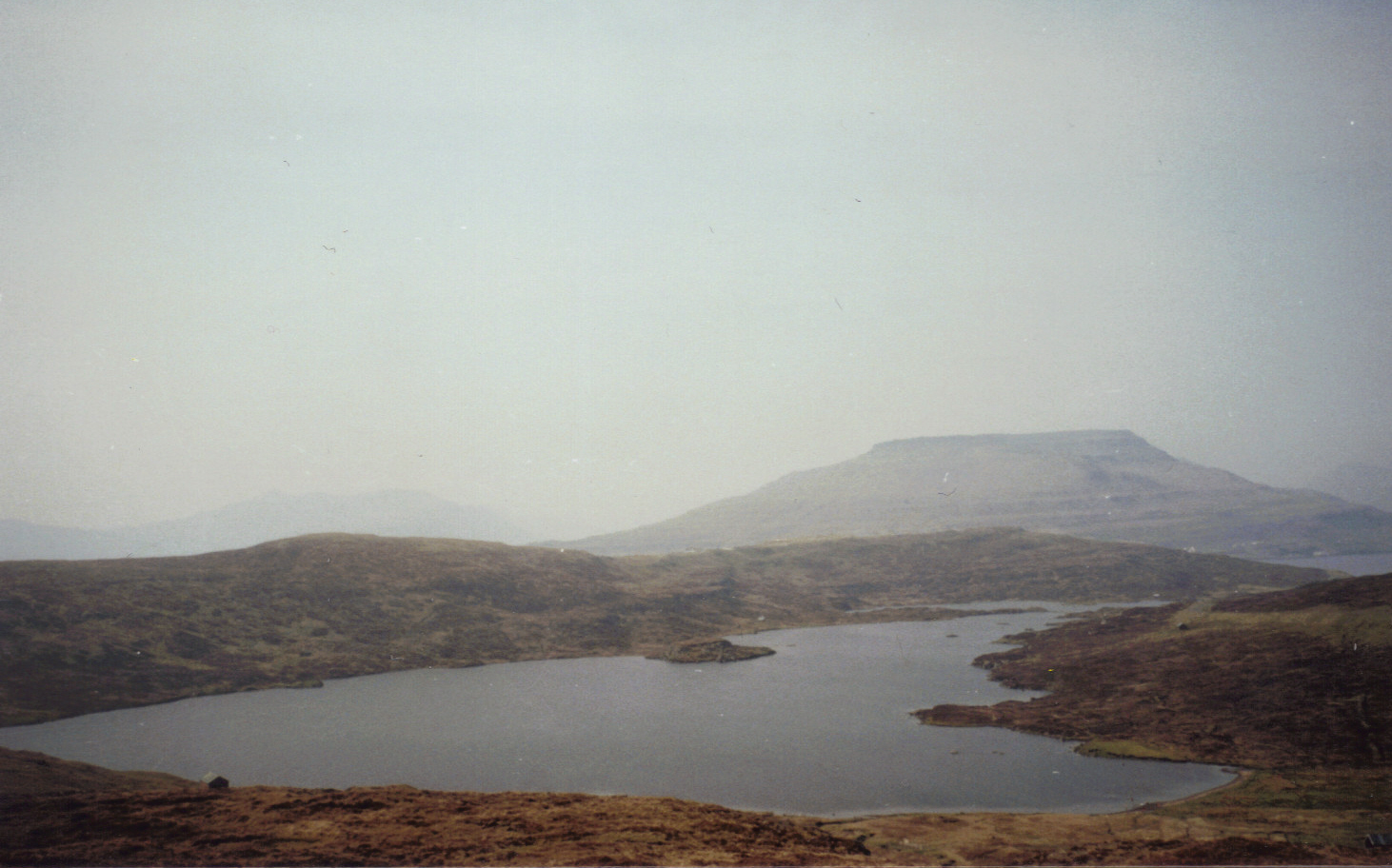
See Toftavatn